# 1936年ベルリンオリンピック
1936年ベルリンオリンピック（1936ねんベルリンオリンピック）は、1936年8月1日から8月16日まで、ドイツのベルリンで行われた第11回オリンピック競技大会。ベルリン1936（Berlin 1936）と呼称される。

## 概要

### 開催決定
ベルリンは1916年のオリンピック開催都市として一度は開催が予定されていたが、第一次世界大戦によって中止された。さらにドイツは第一次世界大戦に敗北し、国土が荒廃し経済危機に陥ることとなった。
しかし、1931年にフランスのパリで行われた第11回夏季オリンピックの開催地投票においてベルリンがスペインのバルセロナを43対16で破って再び開催地の地位を獲得したことで、開催に向けての準備が進められた（夏季五輪は開催が取りやめとなった場合でも開催地に選択されたことが「みなし回次」として残るため、今回のベルリンでの開催決定は公式上は2度目として形式的な記録に残る）。
| 都市       | 国       | 1回目 |
| ---------- | -------- | ----- |
| ベルリン   | ドイツ国 | 43    |
| バルセロナ | スペイン | 16    |

### 「ヒトラーのオリンピック」

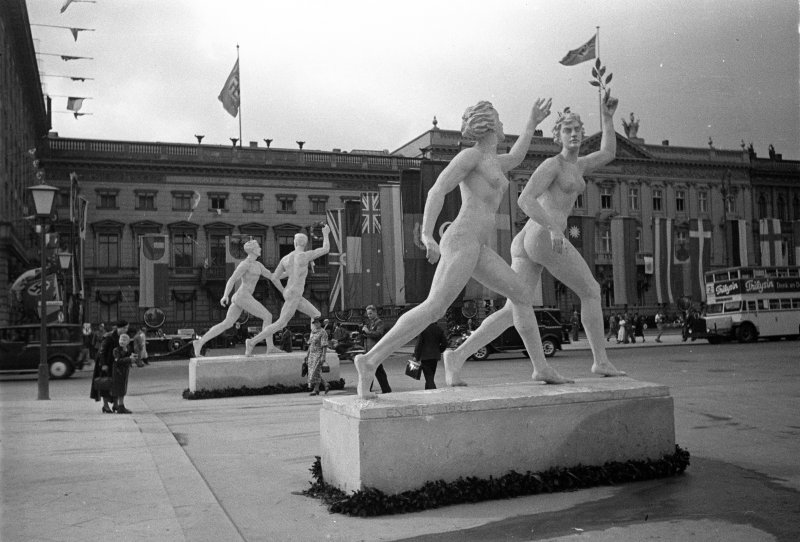
ベルリン市内に飾られた彫刻

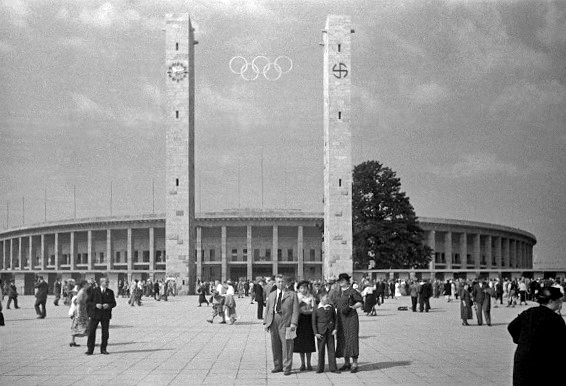
ベルリンオリンピック時のベルリン・オリンピアシュタディオン。右側の柱にはハーケンクロイツが描かれている

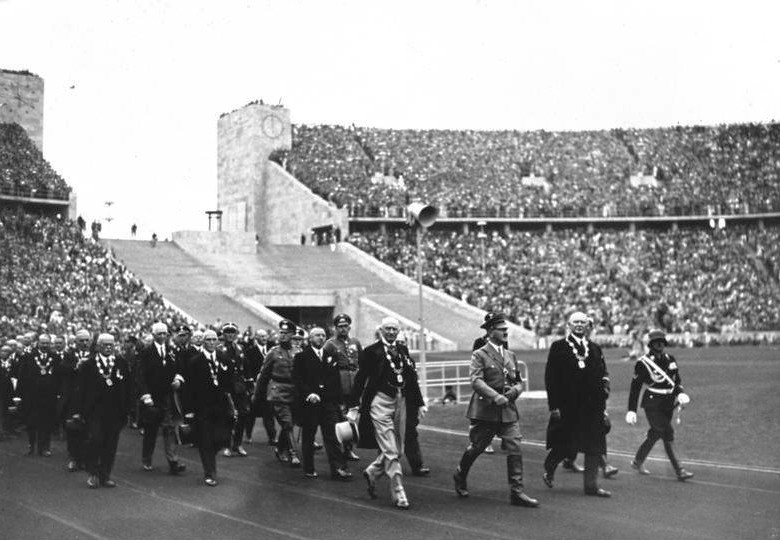
オリンピアシュタディオンに入場するヒトラー

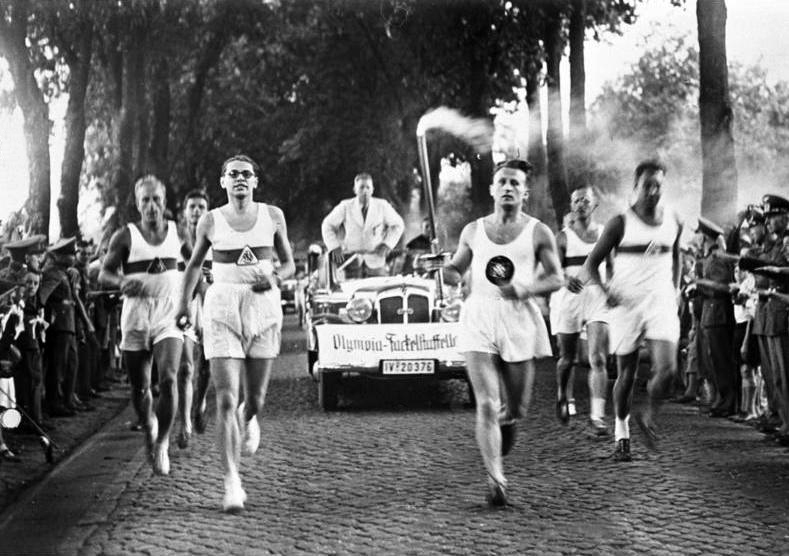
聖火リレー

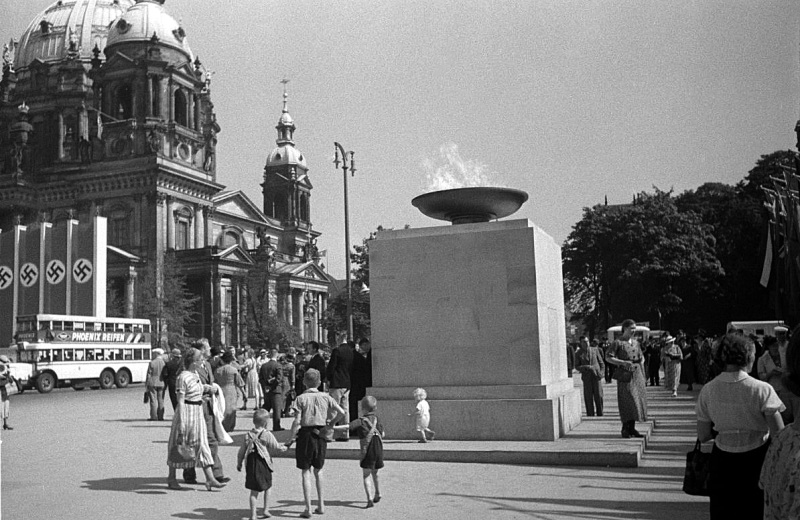
ウンター・デン・リンデンに展示された聖火台。背景に写っているのはベルリン大聖堂。

その翌年の1932年11月ドイツ国会選挙の後に首相に任命されドイツの政権を獲得し、反ユダヤ主義政策を打ち出し同国の国民からの支持を背景に当時隆盛を誇っていたアドルフ・ヒトラーは、当初オリンピックを「ユダヤ人の祭典」であるとしてベルリン開催に難色を示した。反ユダヤ・反フリーメイソンのヒトラーにとってオリンピックとは「ユダヤとフリーメイソンによる発明」とされていた。
しかし、側近から「大きなプロパガンダ効果が期待できる」との説得を受けて、開催することに同意した。開会式ではプロパガンダの一環として第一回マラソン優勝者のスピリドン・ルイスが招待されたりもしている。
ヒトラーがオリンピックの開催を決めた後は、オリンピックを「アーリア民族の優秀性と自分自身の権力を世界中に見せつける絶好の機会」と位置づけ、ベルリンだけでなくドイツが国の総力を挙げて開催準備を進め、短期間でオリンピック・スタジアム（オリンピアシュタディオン）や選手村、空港や道路、鉄道やホテル、さらに当時まだ実験段階であったテレビ中継などの受け入れ態勢の整備が進められた。

### 人種差別政策の一時凍結
だが、ベルリンでの開催決定後にドイツの政権を握ったナチス党が、ドイツ国民の支持の下にユダヤ人迫害政策を進めて行ったことや、反政府活動家に対する人権抑圧を行っていることを受けて、ユダヤ人が多いイギリスやアメリカ、そして開催地の地位を争ったスペインなどが、開催権の返上やボイコットを行う動きを見せていた。
これに対してドイツ政府は、この大会を開催したいがために、大会期間の前後に限りユダヤ人に対する迫害政策を緩めることを約束した他、ヒトラー自身も、有色人種差別発言、特に黒人に対する差別発言を抑えるなど、国の政策を一時的に変更してまで大会を成功に導こうとした。実際に、オリンピック開催の準備が進められる中、それまでドイツ中に見られていた反ユダヤ人の標語を掲げた看板は姿を消し、ユダヤ系の選手の参加も容認された。併せて反政府活動家が収監されていた収容所の規則は一時的に緩められた他、一部の反政府活動家は国外へ出国できる（事実上の亡命の容認）こととなった。
このようなドイツ政府の「変節」を受けて、開催ぎりぎりのタイミングで開催権の返上案は撤回され、また、国内からのボイコットの要望が根強かったイギリスやアメリカも参加することを決意した。
なおオリンピック開催後、イギリスやアメリカにおいて「人種差別的感情を抑え切れなかったヒトラーは、黒人のメダリストジェシー・オーエンスを快く考えず握手を拒否した」という噂があった。しかし実際には、ヒトラーは当初勝者全員と握手していたが、走り高跳び競技が長引き、ヒトラーは時間の都合上途中で退席せざるを得なかった。そこでオリンピック委員会が、公平を期すために全ての勝者に握手するかしないかを決めるよう要求したところ、ヒトラーは後者を選んだという。
また、オーエンスの回想によると「ヒトラーの席の前を通過する時に、ヒトラーは立ち上がり手を振った。私も手を振りかえした」という証言があるように、オリンピックの成功に向けて、多くのドイツ人のみならず、ヒトラーも自らの人種的偏見を表に出すことを抑制していた。

### 初の聖火リレー
この大会において、プロパガンダ効果を高めることを目的に古代オリンピックの発祥地であるギリシャのオリンピアで聖火を採火し、松明で開会式のオリンピアシュタディオンまで運ぶ「聖火リレー」が初めて実施された。これは彼らゲルマン民族こそがヨーロッパ文明の源流たるギリシャの後継者であるというヒトラーの思想に適ったものでもあった。
聖火リレーのコースは、オリンピアを出発してブルガリア、ユーゴスラビア、ハンガリー、オーストリア、チェコスロバキアを経由し、ドイツ国内へ入るというものであった。
なお、ドイツ政府は聖火リレーのルート調査のためにルート途上の各国の道路事情を綿密に調査したが、1939年に勃発した第二次世界大戦においてドイツ軍がこの調査結果を活用し、後日ドイツ軍がルートを逆進する形で侵攻を行ったという逸話が残っている。この説には反論もあるが一般的にはこれが通説となっている。

### 第二次世界大戦前最後の大会
この大会の3年後、1939年9月にドイツによるポーランド侵攻を機に第二次世界大戦が勃発し第12回東京大会と第13回ロンドン大会が中止されたため、この大会が大戦前最後の大会となってしまった。次の夏季オリンピックは世界大戦終結後の1948年（第14回ロンドン大会）まで12年の間隔が開くこととなる。

### 「人民オリンピック」
なお、開催地選定に敗れたスペイン政府は、ベルリンオリンピックへの参加をボイコットした上に同大会に対抗して、同時期に五輪候補地だったバルセロナで「人民オリンピック」を開催することを計画した。ドイツからの亡命者を含む22か国から6,000人の参加が予定されていたが、開幕当日にスペイン内戦が勃発したために幻の大会となった。バルセロナでIOC公認オリンピックが開かれたのは56年後の1992年のことになる。

## 出場国

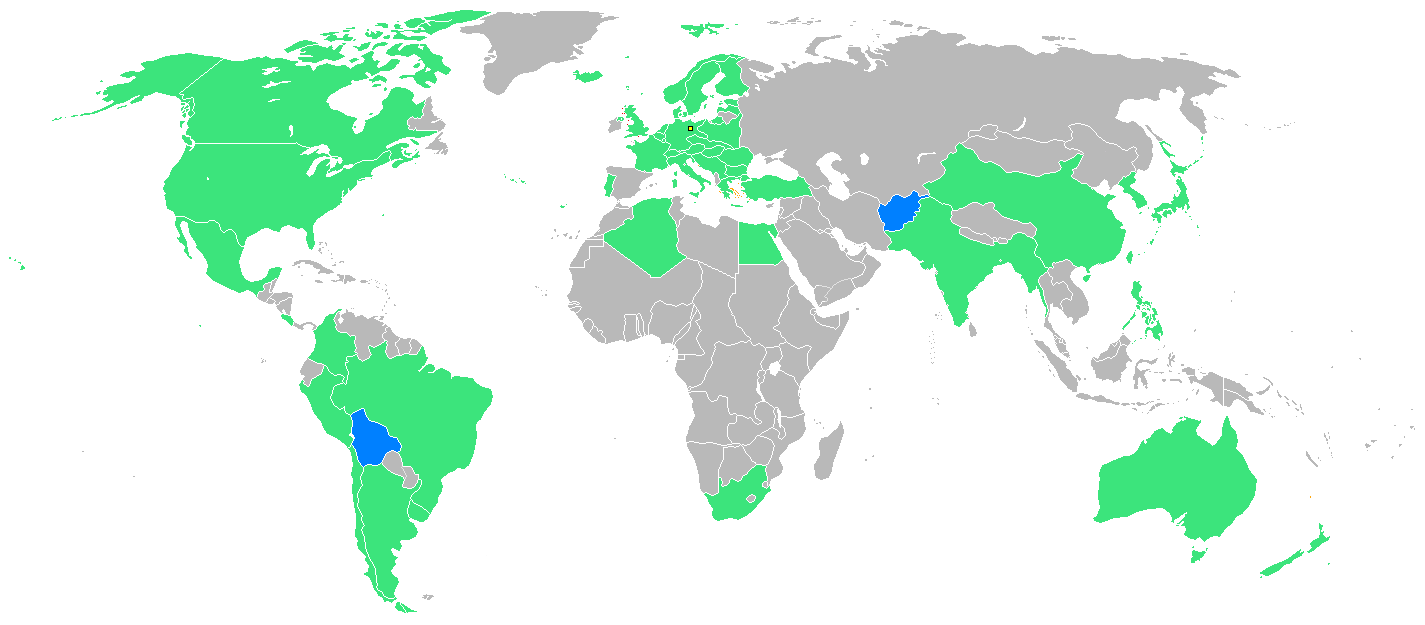
青色が初参加国、緑色の国がその他の参加国。

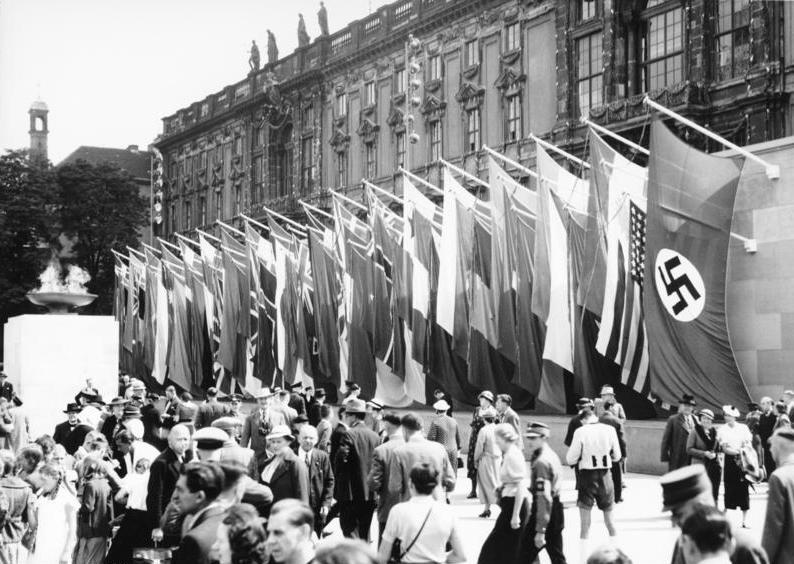
ベルリン市内に掲揚された各国旗。

前回を大きく上回る49の国と地域（独自の国内オリンピック委員会を保有していたアメリカやイギリスのいくつかの植民地）が出場した。なお、アフガニスタン、イギリス領バミューダ、ボリビア、コスタリカ、リヒテンシュタインとペルーが初参加となった。一方でリトアニアはクライペダ地方（ドイツ名メーメルラント）の占領および編入に対する対抗措置としてドイツから参加を拒否され、不参加となった。

### 主な出場国

#### 独立国家
- アルゼンチン
- オーストリア
- ブラジル
- ボリビア
- 中華民国
- チェコスロバキア
- エジプト
- フランス
- イギリス
- ドイツ(開催国)
- オランダ
- イタリア
- 日本
- ラトビア
- メキシコ
- ノルウェー
- ペルー
- 南アフリカ連邦
- アメリカ合衆国
- ユーゴスラビア
- オーストラリア

#### 植民地
- イギリス領インド帝国
- アメリカ領フィリピン
- イギリス領バミューダ

## 実施競技
- カヌー、バスケットボール、ハンドボールが初めて正式種目となった。特にハンドボールはヒトラーの特別要求によって実施されることとなった。

| - 陸上競技 - 競泳 - 飛込 - 水球 - サッカー - ボート - ホッケー - ボクシング - 体操 - バスケットボール - レスリング - セーリング |  | - ウエイトリフティング - ハンドボール(11人制) - 自転車 - 馬術 - フェンシング - 射撃 - 近代五種競技 - カヌー - ポロ - 芸術競技 - 絵画・彫刻・建築の作品79点と音楽作品が参加した。 |

公開競技
- 野球
- グライダー

## 各国のメダル獲得数
| 順 | 国・地域         | 金 | 銀 | 銅 | 計 |
| -- | ---------------- | -- | -- | -- | -- |
| 1  | ドイツ（開催国） | 33 | 26 | 30 | 89 |
| 2  | アメリカ合衆国   | 24 | 20 | 12 | 56 |
| 3  | ハンガリー       | 10 | 1  | 5  | 16 |
| 4  | イタリア         | 8  | 9  | 5  | 22 |
| 5  | フィンランド     | 7  | 6  | 6  | 19 |
| 5  | フランス         | 7  | 6  | 6  | 19 |
| 7  | スウェーデン     | 6  | 5  | 9  | 20 |
| 8  | 日本             | 6  | 4  | 8  | 18 |
| 9  | オランダ         | 6  | 4  | 7  | 17 |
| 10 | イギリス         | 4  | 7  | 3  | 14 |

## 大会ハイライト
- 8月1日の開会式では、ヒトラーが開会宣言をしている間に、メインスタジアムの10万人の観衆が、ナチス式敬礼（ローマ式敬礼）のように右手を斜め前方に挙げた。また、ドイツと政治的に緊張状態であったフランスの選手団が、行進の際「右手を斜め横に掲げるオリンピック式」の挨拶をし、これをナチス式の敬礼と勘違いしたドイツ人の観衆の熱狂的な拍手を浴びた。
- 前回のロサンゼルス大会に引き続き、平沼亮三が日本選手団長を務めた。
- 陸上の10,000メートル、5,000メートルに出場した村社講平は共に4位とメダルはならなかったものの、小柄な村社が大柄なフィンランドの選手達（イルマリ・サルミネン、アルヴォ・アスコラ、ボルマリ・イソ＝ホロ）を相手に果敢に先行する姿がドイツの観衆達の熱狂的な共感を呼び、日本においてもベルリンオリンピック最初の国民的英雄となった。
- 陸上三段跳びの田島直人が金メダルを獲得し3大会連続の日本の勝利を見せ、また走幅跳びでも銅メダルを獲得する活躍をみせた。
- 陸上棒高跳びでは西田修平と大江季雄の日本勢が、アメリカ勢との熾烈な争いの末、それぞれ銀・銅メダルを獲得。2人はメダルを半分ずつに割って『友情のメダル』を作成した（後に、西田修平のメダルは早稲田大学に、大江季雄のメダルは秩父宮記念スポーツ博物館に、それぞれ寄贈された）。
- 女子二百メートル平泳ぎでは前畑秀子が、地元ドイツのゲネンゲルの激しい追い込みを僅差で押さえ、金メダルを獲得した。ラジオ放送での河西三省アナウンサーの「前畑頑張れ」の連呼の実況は、日本の聴取者に熱狂的な興奮を巻き起こした。
- サッカーでは初出場の日本チームが優勝候補のスウェーデンを破る歴史的番狂わせを演じ（ベルリンの奇跡）ベスト8に進出した。
- アメリカのジェシー・オーエンスが、男子短距離・跳躍種目のそれぞれに優勝し史上初の4冠を達成した。この陸上4冠記録はカール・ルイスが登場するまで並ぶ者は出なかった。
- 芸術競技では、日本画家の藤田隆治が混合絵具（Mixed Painting）の部に作品「アイスホッケー」で参加して銅メダルを獲得し、作品はナチス買上げとなった[8]。洋画家の高田力蔵も、Zwei Formen賞（二部賞）を受賞した[9]。

## 報道

### 日本の報道合戦

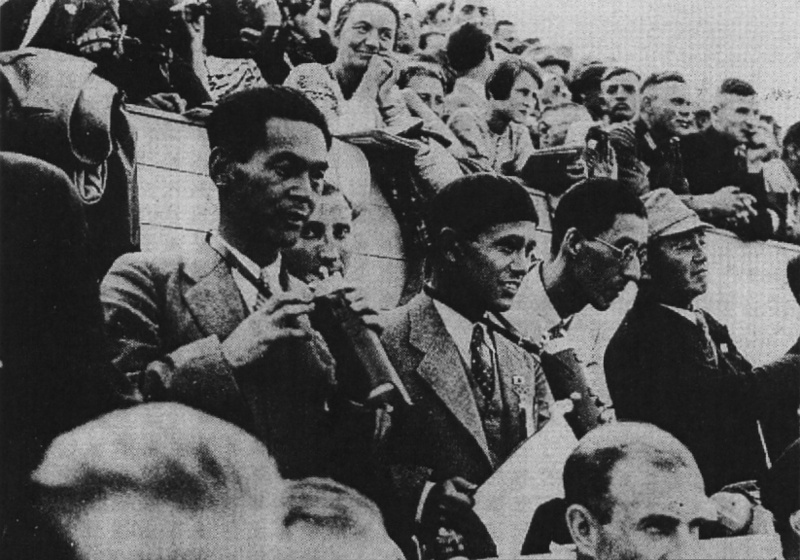
左から河西三省、山本照、頼母木真六

読売新聞社は写真原稿輸送のため、1936年8月に1機を現地で購入、ベルリン-東京3日間の連絡飛行を企画したが、ソビエト連邦上空の飛行許可が下りず、結局船便で輸入された。この機体は「よみうり6号機（登録記号J-BACC）」として使用された。
大阪毎日新聞は、ロサンゼルス前大会において、ライバルの大阪朝日新聞が日本代表応援歌詞を公募して大ヒット曲を生み出したことに鑑み、子会社東京日日新聞を参画させて当大会の応援歌を懸賞公募した。この結果、山本塊二の詩が当選。『あげよ日の丸』の曲題を付し、前大会の朝日製応援歌と同じく山田耕筰作曲、中野忠晴の歌唱で日本コロムビアレーベルから発売させた。これに対し朝日は前大会応援歌『走れ大地を』を再発売する奇策で対抗したところこれが大当たりをとり、朝日の大逆転勝利となった。

### ファクシミリ
競技報道においても大毎・大朝の争いは熾烈を極め、国際電話取材、飛行機によるフィルム送付、実験的ながら画像電送機（ファクシミリ）が登場した。

### テレビ中継
本大会では、当時まだ多くの国では開発段階であったテレビジョンによる中継が試験的に行われた。試験的とはいえ、複数のカメラを使い、会場と会場外を結ぶ本格的なものであった。

## 記録映画
「ナチスのお抱え監督」と呼ばれた女流映画監督のレニ・リーフェンシュタールによる2部作の記録映画である『オリンピア』が撮影された。この作品は1938年のヴェネツィア国際映画祭で金賞を獲得するなど各方面で絶賛され、不朽の名作とされている。詳細は『オリンピア (映画)』を参照。本作の成功により、IOCは以後のオリンピック大会において、組織委員会に記録映画の制作を義務づけることになった。

## 記録レコード
- 『第十一回国際オリムピック大会・ニュースレコード水上競技実況放送』（ポリドール・レコード）
  - 河西三省アナウンサーによる実況レコード。録音はNHKによるものではなく、コロナレコード（当時の日本ポリドール蓄音器商會の子会社）のスタッフによるもの[10]。ポリドールはレコード発売しようとするが「公共放送を無断で録音した上、商売に使うとは何事か」とNHKが拒否。その後、NHKに再放送の希望が殺到したため、レコードを放送で流すことを条件に発売を許可したというエピソードが残っている[10]。記録物のレコードとしては異例の11万枚以上[11]を売り上げる大ヒットになった。